# Гюнтер, Ганс (офицер СС)
Ганс Гюнтер (нем. Hans Günther; 22 августа 1910, Эрфурт, Германская империя — 5 мая 1945, Гласна Тршебань) — немецкий бухгалтер, штурмбаннфюрер СС, начальник центрального управления по еврейской эмиграции в Праге.

## Биография
Ганс Гюнтер родился 22 августа 1910 года в семье торговца Эмиля Гюнтера и его супруги Лидии. После окончания школы получил коммерческое образование в издательстве Mitteldeutscher Verlag AG и до 1931 года работал бухгалтером. 15 ноября 1928 года был зачислен в  Штурмовые отряды (СА). 1 марта 1929 года вступил в НСДАП (билет № 119925). С апреля 1931 года состоял в добровольческой трудовой службе и с 1932 по 1933 год возглавлял группу членов добровольческой трудовой службы в Мекленбурге. Впоследствии два года был безработным и проходил курсы в руководящих школах СА в Тюрингии и в Нижнем Рейне.
С сентября  1935 года служил в отделении гестапо в Эрфурте, где вместе со своим братом Рольфом отвечал за так называемый «еврейский вопрос» в отделе IIb. В 1937 году Гюнтер был переведён из СА в СС (№ 290129) и поступил на работу в центральное управление по еврейской эмиграции в Вене. В июле 1939 года стал начальником центрального управления по еврейской эмиграции в Праге. Формально управление подчинялось начальнику полиции безопасности и СД, но фактически было связано с отделом Адольфа Эйхмана в Главном управлении имперской безопасности (РСХА). 10 октября 1941 года участвовал в обсуждении «решения еврейского вопроса», инициированном Рейнхардом Гейдрихом и Адольфом Эйхманом
Заместителем Гюнтера был Карл Рам, который в феврале 1944 года стал комендантом концлагеря Терезиенштадт. Гюнтер был ответственным за издание антиеврейские указов в протекторате Богемии и Моравии, а также за депортацию чешских евреев в гетто Терезиенштадт, откуда они отправлялись в лагеря уничтожения. Гюнтер лично присутствовал при проведении казней в гетто. Заключённые называли его «улыбчивым палачом»
В ответ на зарубежную «пропаганду о зверствах», касающуюся массовых убийств евреев, Гюнтер реализовал свою идею пропагандистского фильма. Фильм «Терезиенштадт. Документальный фильм из еврейского поселения» снимался в гетто с конца лета 1944 года и был завершен только в конце марта 1945 года. Этот фильм предназначался для иностранной аудитории, но в связи с приближающимся окончанием войны был показан только отдельным представителям иностранных организаций.
5 мая 1945 года, когда началось Пражское восстание, Гюнтер бежал вместе с тяжеловооруженным кортежем и наткнулся на заставу чешских партизан возле Бероуна. После того как его спутники были обезоружены, Гюнтеру удалось выхватить оружие у часового и в ходе завязавшейся драки он был подстрелен и вскоре скончался от полученных ранений.